# Liam
Liam, namn på iriska av frankiskt ursprung. Det är en kortform av Uilliam (William).
I den finlandssvenska namnsdagslängden har Liam namnsdag 6 april sedan 2010.

## Kända personer med namnet Liam
- Liam Brady, irländsk fotbollsspelare
- Liam Clancy, irländsk folkmusiker
- Liam Gallagher, engelsk musiker
- Liam Howlett, engelsk musiker
- Liam Neeson, nordirländsk skådespelare
- Liam Norberg, svensk skådespelare
- Liam O'Flaherty, irländsk författare
- Liam O'Flynn, irländsk folkmusiker
- Liam Berglund, svensk crossåkare